# 진주 청곡사 괘불함
진주 청곡사 괘불함(晋州 靑谷寺 掛佛函)은 대한민국 진주 청곡사 영산회괘불탱(국보 제302호)을 보관하는 함이다.
1988년 12월 23일 경상남도의 유형문화재 제261호 청곡사 괘불함으로 지정되었다가, 2018년 12월 20일 현재의 명칭으로 변경되었다.

## 개요
청곡사의 영산회괘불탱(국보 제302호)을 보관하는 함이다.
영산회괘불탱은 석가모니가 영취산에서 법화경을 설법하는 장면을 묘사한 그림으로 9구의 불·보살이 그려져 있다. 중앙에 석가불이 화면을 가득 채우며 서 있고 좌우에 문수보살과 보현보살이 연꽃가지를 들고 서 있으며, 그 뒤쪽으로 석가의 2대 제자인 가섭과 아난이 배치되어 있다. 조선 경종 2년(1722) 의겸스님이 제작한 것으로, 석가불 얼굴의 묘사 기법과 의복의 묘사에 가해진 기법 등은 당시 불화의 특징을 잘 보여준다.
괘불함은 두꺼운 목판을 이용해 튼튼하게 제작하였는데, 각 모서리마다 금속장식을 붙이고, 옮기기 쉽도록 직사각형의 몸체에 맞는 철제고리를 달아 두었다.

## 같이 보기
- 진주 청곡사 영산회괘불탱 - 국보 제302호

## 참고 문헌
- 진주 청곡사 괘불함 - 국가유산청 국가유산포털